# Каттербах, Ноа
Ноа Каттербах (нем. Noah Katterbach; род. 13 апреля 2001, Зиммерат, Северный Рейн-Вестфалия) — немецкий футболист, защитник клуба «Гамбург».

## Клубная карьера
С 2008 года выступал в футбольной академии «Кёльна». В 2018 году удостоился золотой медали Фрица Вальтера как лучший немецкий футболист до 17 лет.
31 августа дебютировал в составе клуба «Кёльн II» в матче региональной лиги «Запад» против «Алемании». 5 октября 2019 года дебютировал в основном составе «Кёльна», выйдя в стартовом составе в матче немецкой Бундеслиги против «Шальке 04».
17 января 2023 года Каттербах отправился доигрывать сезон в «Гамбург» на правах аренды.
В конце января 2024 года перешёл в «Гамбург», подписав контракт до 2027 года.

## Карьера в сборной
Выступал за сборные Германии до 16, до 17, до 18, до 19, до 20 лет и до 21 года.